# Eugen Weiler (Architekt)
Eugen Weiler (* 9. Januar 1926 in Mödrath; † 25. August 1985 in Bad Münstereifel) war ein deutscher Architekt.

## Leben
Weiler gehörte zum Kreis der Kölner Schule. Er war ein Schüler des Architekten Karl Band. Als Mitarbeiter von Band war Eugen Weiler an etlichen Kirchensanierungen und -wiederaufbauten sowie Museumsbauten nach dem Zweiten Weltkrieg in Köln und Umgebung beteiligt. 1961 gewann er zusammen mit Karl Band den Architekturwettbewerb für den Erweiterungsbau des Kölner Rathauses, der anschließend auch ausgeführt wurde.
Eugen Weiler machte sich darüber hinaus vor allem durch die Planung bedeutender Bauten in der Kölner Wohnarchitektur einen Namen, die aus „künstlerisch-wissenschaftlichen Gründen“ teilweise unmittelbar nach seinem Tod unter Denkmalschutz gestellt wurden. Seine Bauten fallen auf durch ihre „klar gegliederte Architektur und besonders durch die betonte Fassadengliederung“. Die Fassaden sind „funktional gestaltet“, mit „sehr bewusst gewählten Formaten nach den Regeln des Goldenen Schnittes“. Seine Bauten erinnern an die „Architektur des Neuen Bauens der 1920er Jahre“. Die besondere Qualität der Bauten von Eugen Weiler zeigt sich darüber hinaus in ihrer Innengliederung mit „einem ausgeklügelten System ... (teils) über jeweils zwei Ebenen verteilt“ und in der Verwendung besonders hochwertiger Baustoffe, wie backsteinsichtiger Wände, Sichtbeton sowie hochwertiger Holz- und Terrazzoböden. Sein Markenzeichen ist der humor- und liebevoll benannte „kleine(r) Austrittbalkon“, der den Bewohnern zu jeder Zeit den Austritt nach draußen und damit den Bezug zum städtischen Wohnumfeld ermöglicht, wofür auch die Pflasterung derselben mit Straßenplatten steht.
Weiler war verheiratet und hatte drei Kinder, darunter Mirjam Jaquemoth.

## Bauten (Auswahl eigener Bauten und Mitwirkung)
- 1961–1963: Wiederaufbau der Pfarrkirche St. Johann Baptist in Köln
- 1960: Kirche St. Peter in Köln
- 1962: Mehrfamilienhaus an der Poststraße in Köln
- 1960–72: Wiederaufbau und Erweiterung des Kölner Rathauses[4]
- 1965: Mehrfamilienhaus an der Thusneldastraße in Köln-Deutz
- 1979: Kirche St. Christopherus in Ratingen-Breitscheid[5]